# Diocesi di Fairbanks
La diocesi di Fairbanks (in latino Dioecesis de Fairbanks) è una sede della Chiesa cattolica negli Stati Uniti d'America suffraganea dell'arcidiocesi di Anchorage-Juneau. Nel 2021 contava 11.570 battezzati su 166.835 abitanti. È retta dal vescovo Steven John Maekawa, O.P.

## Territorio
La diocesi comprende la parte centro-settentrionale dell'Alaska.
Sede vescovile è la città di Fairbanks, dove si trova la cattedrale del Sacro Cuore (Sacred Heart Cathedral).
Il territorio si estende su 1.061.508 km² ed è suddiviso in 46 parrocchie.

## Storia
Le prime missioni in Alaska iniziarono nella seconda metà del XIX secolo, con una serie di viaggi missionari intrapresi da Charles-Jean Seghers, vescovo della diocesi dell'Isola di Vancouver (oggi diocesi di Victoria), da cui dipendeva il territorio.
Negli anni Ottanta dell'Ottocento i gesuiti si presero carico della missione in Alaska.
La prefettura apostolica dell'Alaska fu eretta il 27 luglio 1894, ricavandone il territorio dalla diocesi di New Westminster (oggi arcidiocesi di Vancouver) e dalla diocesi dell'Isola di Vancouver. Primo prefetto apostolico fu il gesuita italiano Pasquale Tosi.
Il 15 febbraio 1917 la prefettura apostolica fu elevata a vicariato apostolico con il breve Quae catholico di papa Benedetto XV.
Il 23 giugno 1951 e il 22 gennaio 1966 ha ceduto porzioni del proprio territorio a vantaggio dell'erezione rispettivamente della diocesi di Juneau e dell'arcidiocesi di Anchorage, oggi unite nell'arcidiocesi di Anchorage-Juneau.
L'8 agosto 1962 per effetto della bolla Ad sacerdotalis dignitatis di papa Giovanni XXIII il vicariato apostolico è stato elevato a diocesi e ha assunto il nome attuale. Inizialmente era immediatamente soggetta alla Santa Sede, fino alla sua incorporazione nella provincia ecclesiastica di Anchorage nel 1966.
Nel febbraio del 2008 la diocesi ha dichiarato bancarotta, affermando di non poter pagare le 140 presunte vittime di abusi sessuali da parte di sacerdoti, abusi avvenuti tra gli anni 1950 e l'inizio degli anni 1980. La Compagnia di Gesù, provincia dell'Oregon, era stata dichiarata co-difendente nel processo e si era accordata per 50 milioni di dollari.

## Cronotassi dei vescovi
Si omettono i periodi di sede vacante non superiori ai 2 anni o non storicamente accertati.
- Pasquale Tosi, S.I. † (27 luglio 1894 - 13 settembre 1897 dimesso)
- Jean-Baptiste René, S.I. † (16 marzo 1897 - 28 marzo 1904 dimesso)
- Joseph Raphael John Crimont, S.I. † (28 marzo 1904 - 20 maggio 1945 deceduto)
- Walter James Fitzgerald, S.I. † (20 maggio 1945 - 19 luglio 1947 deceduto)
- Francis Doyle Gleeson, S.I. † (8 gennaio 1948 - 15 novembre 1968 dimesso[5])
- Robert Louis Whelan, S.I. † (15 novembre 1968 - 1º giugno 1985 ritirato)
- Michael Joseph Kaniecki, S.I. † (1º giugno 1985 - 6 agosto 2000 deceduto)[6]
- Donald Joseph Kettler (7 giugno 2002 - 20 settembre 2013 nominato vescovo di Saint Cloud)[7]
- Chad William Zielinski (8 novembre 2014 - 12 luglio 2022 nominato vescovo di New Ulm)[8]
- Steven John Maekawa, O.P., dall'11 luglio 2023

## Statistiche
La diocesi nel 2021 su una popolazione di 166.835 persone contava 11.570 battezzati, corrispondenti al 6,9% del totale.
| anno | popolazione | popolazione | popolazione | presbiteri | presbiteri | presbiteri | presbiteri                | diaconi | religiosi | religiosi | parrocchie |
| anno | battezzati  | totale      | %           | numero     | secolari   | regolari   | battezzati per presbitero | diaconi | uomini    | donne     | parrocchie |
| ---- | ----------- | ----------- | ----------- | ---------- | ---------- | ---------- | ------------------------- | ------- | --------- | --------- | ---------- |
| 1950 | 11.892      | 132.000     | 9,0         | 35         | 9          | 26         | 339                       |         | 35        | 73        | 25         |
| 1966 | 11.500      | 75.000      | 15,3        | 32         | 8          | 24         | 359                       |         |           |           | 16         |
| 1970 | 12.775      | 88.269      | 14,5        | 37         | 2          | 35         | 345                       |         | 42        | 24        | 24         |
| 1976 | 13.820      | 106.225     | 13,0        | 39         | 3          | 36         | 354                       | 4       | 45        | 27        | 27         |
| 1980 | 14.200      | 118.600     | 12,0        | 40         | 4          | 36         | 355                       | 26      | 46        | 51        | 27         |
| 1990 | 17.248      | 127.000     | 13,6        | 32         | 6          | 26         | 539                       | 38      | 31        | 26        | 42         |
| 1999 | 16.846      | 141.759     | 11,9        | 29         | 5          | 24         | 580                       | 40      | 4         | 16        | 41         |
| 2000 | 17.068      | 141.760     | 12,0        | 32         | 10         | 22         | 533                       | 41      | 26        | 21        | 48         |
| 2001 | 17.132      | 145.223     | 11,8        | 28         | 11         | 17         | 611                       | 35      | 21        | 20        | 48         |
| 2002 | 17.700      | 145.125     | 12,2        | 28         | 10         | 18         | 632                       | 35      | 21        | 20        | 19         |
| 2003 | 18.931      | 144.291     | 13,1        | 24         | 9          | 15         | 788                       | 28      | 18        | 15        | 48         |
| 2004 | 17.978      | 144.567     | 12,4        | 24         | 9          | 15         | 749                       | 29      | 18        | 20        | 46         |
| 2006 | 18.000      | 160.000     | 11,3        | 27         | 12         | 15         | 666                       |         | 18        | 20        | 47         |
| 2013 | 13.939      | 164.355     | 8,5         | 20         | 13         | 7          | 696                       | 25      | 9         | 12        | 46         |
| 2016 | 12.475      | 167.544     | 7,4         | 17         | 9          | 8          | 733                       | 32      | 10        | 7         | 46         |
| 2019 | 12.300      | 165.131     | 7,4         | 19         | 13         | 6          | 647                       | 26      | 8         | 3         | 46         |
| 2021 | 11.570      | 166.835     | 6,9         | 18         | 11         | 7          | 642                       | 24      | 9         | 1         | 46         |